# Elizabeth Marrero
Elizabeth Marrero (El Bronx, 1963) es una artista de performance, comediante y drag king estadounidense de ascendencia puertorriqueña. Es más conocida como Macha, la "drag king papi chulo", un personaje que creó en 1999. Su trabajo en solitario y en colaboración se caracteriza por su exploración abierta de cuestiones lésbicas y puertorriqueñas en un entorno de clase trabajadora o gueto y por sus vínculos con el stand-up. Nació en el Bronx, Nueva York, donde vive actualmente.

## Carrera de desempeño
Marrero comenzó su carrera interpretativa con su primo hermano, el bailarín y coreógrafo Arthur Avilés, interpretando el papel de Maeva en más de una docena de piezas de danza desde 1991, incluidas Arturella (1996) y Maéva de Oz (1997). En 2003, reapareció en la pieza emblemática de Avilés, Arturella, en el Dance Theatre Workshop de la ciudad de Nueva York. En 2001, estrenó su primer espectáculo unipersonal, Machataso: A One Woman Cho' como parte del BAAD! Festival ASS WOMEN, que tuvo una duración extendida de tres semanas con entradas agotadas en la Academia de Artes y Danza del Bronx (BAAD!) en Hunts Point. En esta actuación, Marrero presenta cinco personajes diferentes, incluida la matriarca y ligeramente alcohólica Petronelia, el B-boy MC DJ Guilly-Guiso-Jugo, la cajera del supermercado de hip hop Wakateema Shaquasha de la Rodríguez y Macha, una suave cantante latina que adora mujer. Desde entonces, Marrero ha estrenado varios espectáculos unipersonales posteriores. ¡Por BAAD! En el festival “Out Like That” de junio de 2006, Marrero produjo y presentó su primer espectáculo drag king. Marrero también ha actuado en el Joe's Pub del Public Theatre y en otros clubes importantes de la ciudad de Nueva York, así como a nivel internacional.

## Actuaciones de drag king
Según Robert Waddell, en su trabajo como drag king, Marrero "aborda temas de sexualidad, crecimiento personal, responsabilidad personal y religión". Lauren W. Hasten ofrece una extensa entrevista con Marrero en su ensayo Gender Pretenders: A Drag King Ethnography, donde analiza su trabajo drag king. La entrevista está disponible en internet. 

## Actuaciones en solitario
- Machataso: A One Women Cho' (2001)
- Macha Does Vegas (2002)
- Petronelia’s Finca (2003)
- Petronelia: Her Broadway Cho' (2004)
- The Macha Monologues (2005)
- Santa Macha (2006/2007)
- HBO's Habla Ya I & II (2008)
- Retro Petro (2008/2009)

## Premios
En 2003 recibió un premio BRIO (Bronx Recognizes Its Own) del Consejo de las Artes del Bronx. En 2006, recibió un premio de la Fundación Tanne.